# アーサー・リンダークネッシュ
- アルトゥール・リンデルネック
- アルテュール・ランデルクネシュ
- アーサー・リンダーネッシュ

アーサー・リンダークネッシュ（フランス語: Arthur Rinderknech; 1995年7月23日 - ）は、フランス出身の男子プロテニス選手。ATPランキング自己最高位はシングルス42位、ダブルス124位。身長196cm、体重88kg。右利き、バックハンドは両手打ち。

## 選手経歴

### 2018年 プロ転向

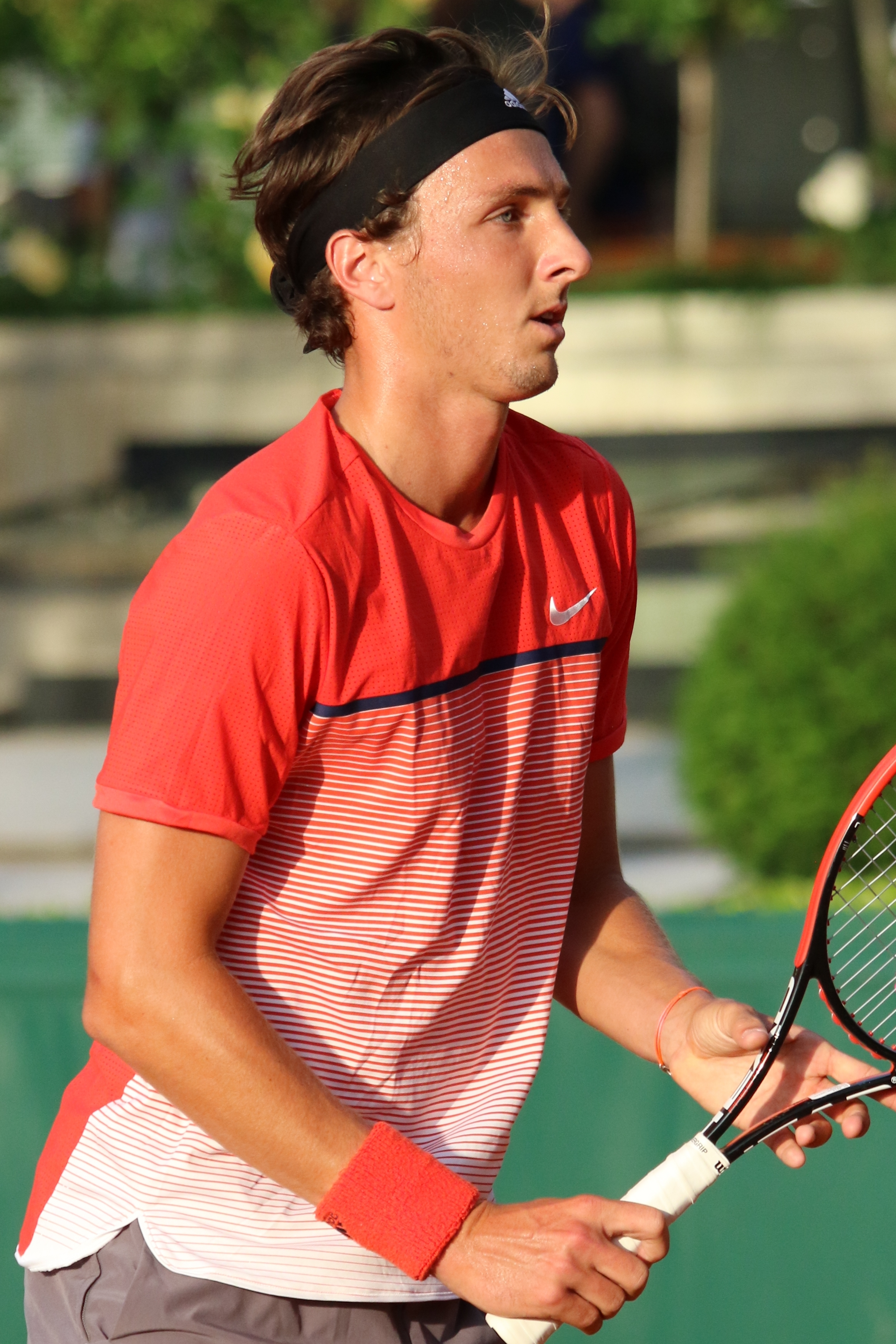
2018年全仏オープンでのアーサー・リンダークネッシュ

テキサスA&M大学のビジネススクールで学士号を取得。大学卒業後の2018年にプロ転向。2018年全仏オープンのダブルスでワイルドカードとしてグランドスラム本戦初出場を果たす。

### 2020年 チャレンジャー初優勝
2020年2月にダブルスで、2020年3月にシングルスでもチャレンジャー初優勝を挙げる。同年の全仏オープンでもワイルドカードとしてシングルスとダブルスで本戦入り。年間最終ランキングは178位。

### 2021年 トップ100入り

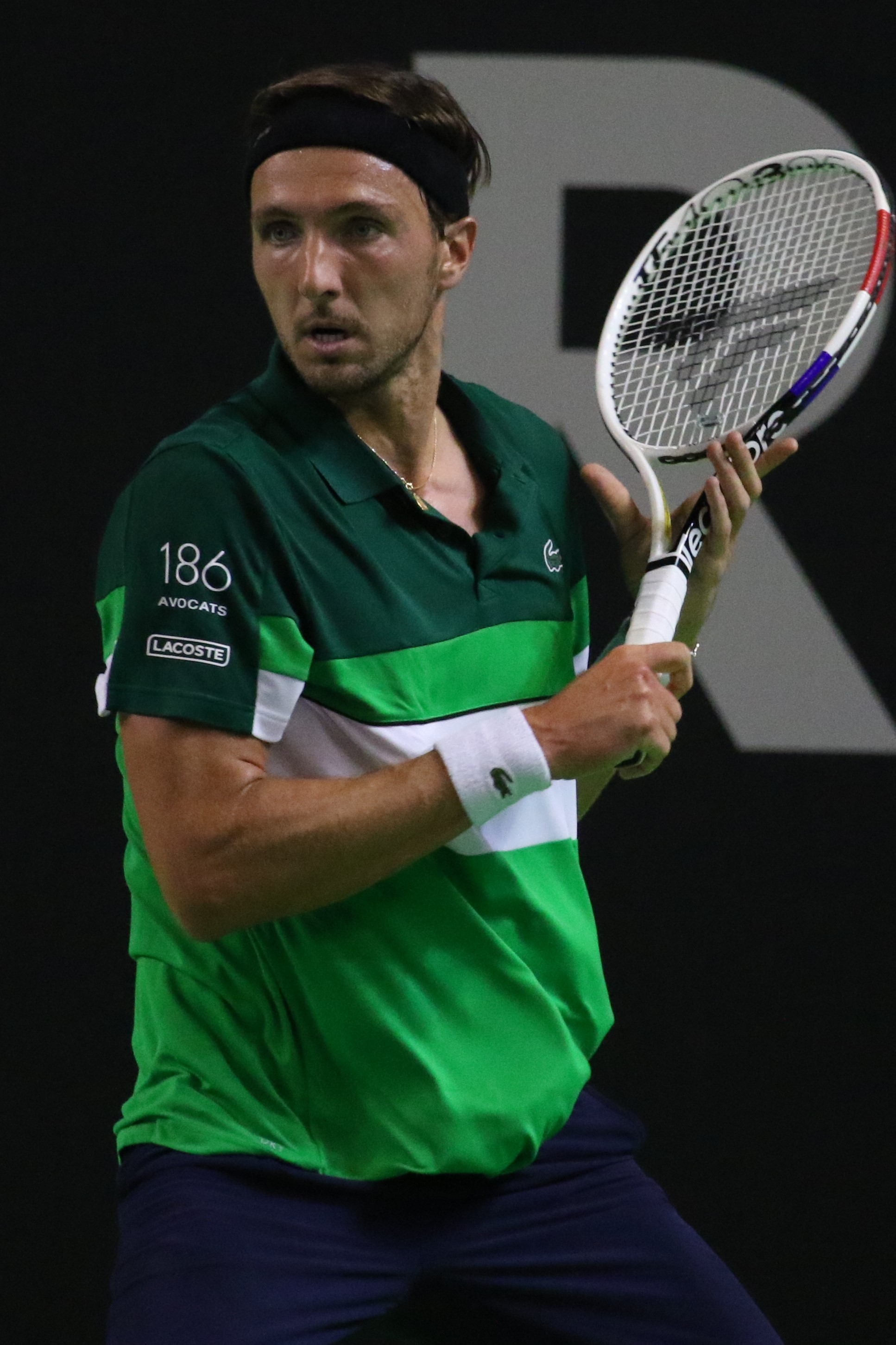
2021年レンヌ・チャレンジャーでのアーサー・リンダークネッシュ

1月の全豪オープンは予選3回戦でマイケル・モーに敗れた。同月イスタンブールでチャレンジャーシングルス2勝目を挙げる。3月のマルセイユのシングルスでジャンヴィエ、クレシーらを下して予選を突破しATPツアー本戦デビュー。1回戦のククシュキンを2-1で下すと、2回戦第7シードのダビドビッチ・フォキナも2-1で下したが、続く準々決勝ではアンベールに1-2で敗れた。5月のリヨン・オープン2回戦で当時17位のシナーを下しTOP20初勝利。5月の全仏オープンは1回戦でチリッチに敗れた。
6月のウィンブルドン選手権で予選を勝ち抜き本戦入り。1回戦のvsオッテではフルセットまで縺れると、ファイナルセットは更に12-12まで縺れたが、タイブレーク2-7で敗れた。
7月のスウェーデン・オープンで準々決勝まで勝ち上がり、これでATPシングルスランキングTOP100入りを果たす。翌週のスイス・オープン・グシュタード2回戦で当時16位のバウティスタ・アグートを下し、TOP20相手に2勝目を挙げる。更に翌週のキッツビュールでベスト4まで勝ち進んだ。
9月の全米オープン1回戦ではミオミル・ケツマノビッチを0-2からフルセットで逆転勝ちし、グランドスラムのシングルスで初勝利を挙げる。2回戦はアルカラスに1-3で敗れた。
11月のパリ・マスターズでATPマスターズ1000デビュー、1回戦でガストンに1-2で敗れた。年間最終ランキングは58位で、2020年の178位から120位上昇した。

### 2022年 トップ50入り

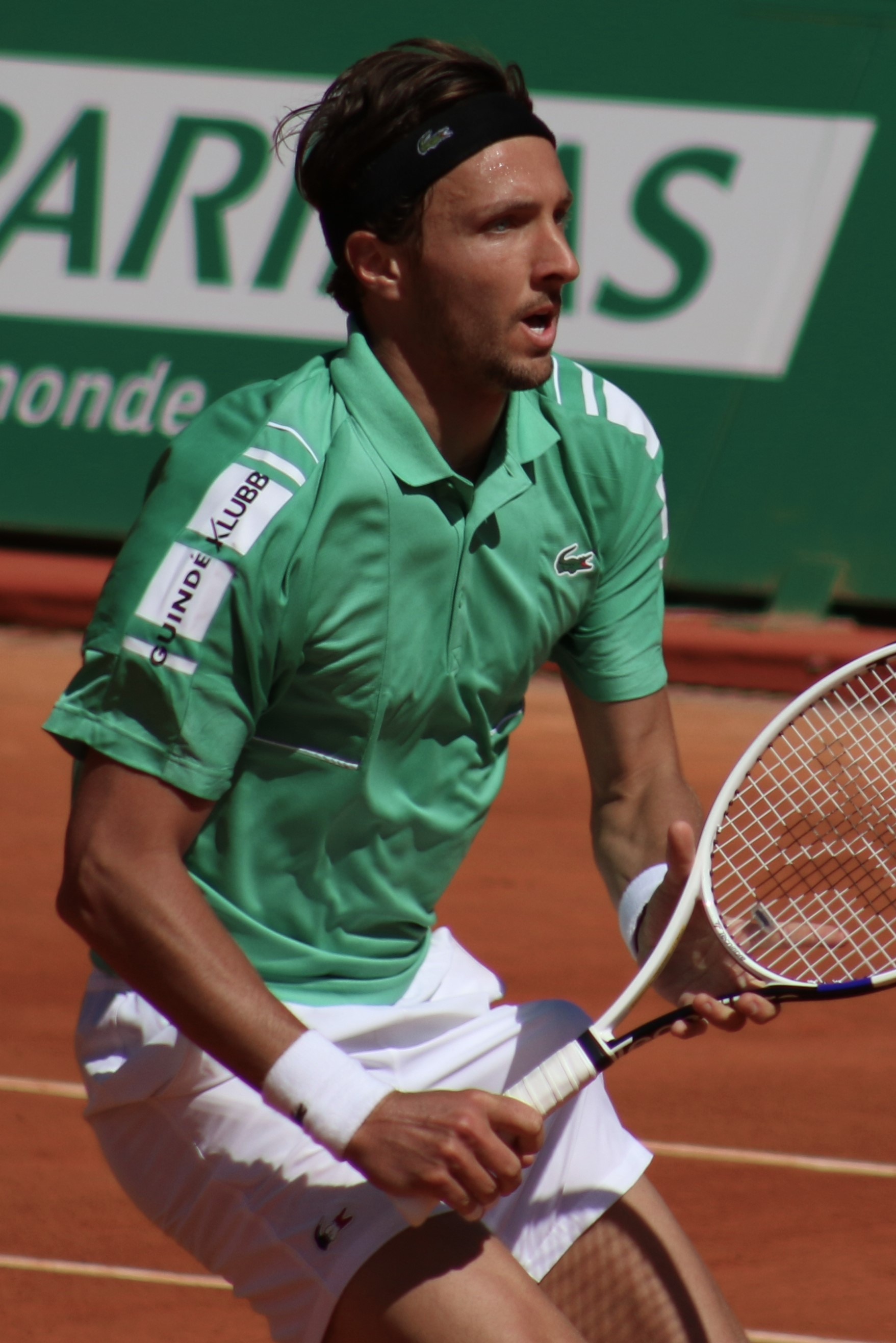
2022年モンテカルロ・マスターズでのアーサー・リンダークネッシュ

1月のATPカップでフランス代表として参加。シングルス3試合に出場し、サフィウリンに1-2, シナーに0-2, ダックワースに2-0で、1勝2敗であった。同月のアデレード2では、1回戦マクドナルドを2-1で下すと、クォンも2-1, 第3シードのハチャノフを2-0、ムーテも2-0で下し、ATPツアーで初めて決勝に進出。決勝ではコッキナキスに1-2で敗れ準優勝となった。翌週の全豪オープンでは1回戦でポピリンと対戦し、フルセットの末勝利。2回戦では第24シードのエバンスと対戦予定であったが、手首の負傷を理由に棄権した。年間最終ランキングは44位。

### 2023年 全豪ダブルスベスト8
1月、全豪オープンでは1回戦で綿貫陽介に3-6, 3-6, 2-6のストレートで敗れ、初戦敗退となるも、同胞のバンジャマン・ボンジと組んだダブルスではグランドスラム初のベスト8進出を果たた。準々決勝ではヤン・ジェリンスキ/ユーゴ・ニス組に1-6, 4-6のストレートで敗退。
9月、全米オープンでは1回戦ではディエゴ・シュワルツマンを6-3, 6-4, 6-2のストレートで下して、2回戦のマッテオ・ベレッティーニ戦では6-4, 5-3の時点で相手が途中棄権したため、シングルスでグランドスラム初の3回戦進出をする。3回戦では第8シードのアンドレイ・ルブレフに6-3, 3-6, 1-6, 5-7の逆転で敗れた。年間最終ランキングは96位。

### 2024年 マスターズ3回戦進出
ナショナル・バンク・オープンでは1回戦で同胞のアドリアン・マナリノを6-4, 2-6,  6-4で破り、2回戦ではフラビオ・コボッリを6-3, 6-2のストレートで下してATPマスターズ1000初の3回戦進出を果たした。3回戦ではホベルト・ホルカシュに6-4, 3-6, 4-6の逆転で敗れた。全米オープン2回戦では第6シードアンドレイ・ルブレフに6-4, 7-5, 1-6, 2-6, 2-6の2セットアップからのフルセットの逆転で敗れ、初の3回戦進出を逃した。この試合の第2セットでは37本の打ち合いとなるラリー戦が繰り広げられ、疲労困憊で倒れ込み、観客は拍手喝采となる場面があった。年間最終ランキングは59位。

### 2025年 グランドスラム3回戦進出
全豪オープンでは第17シードのフランシス・ティアフォーに6-7(2), 3-6, 6-4, 7-6(4), 3-6のフルセットの末に初戦敗退。全仏オープンでは第1シードのヤニック・シナーに4-6, 3-6, 5-7のストレートで初戦敗退となるも、芝シーズンになると、HSBC選手権での1回戦でベン・シェルトンを7-6(5), 7-6(4)のストレートの熱戦で破り、初戦突破。この勝利が初のトップ10選手からの勝利となった。2回戦ではライリー・オペルカを7-5, 7-6(3)で破り、ベスト8進出。準々決勝ではカルロス・アルカラスに5-7, 4-6のストレートで敗れた。迎えたウィンブルドン選手権では1回戦で第3シードのアレクサンダー・ズベレフを7-6(3), 6-7(8), 6-3, 6-7(5), 6-4で破る大波乱を起こした。2回戦ではクリスチャン・ガリンを3-6, 6-3, 7-6(3), 4-6, 6-3でそれぞれ破った。この2試合はいずれも2日がかりのフルセットの末の勝利である。3回戦ではカミル・マイクシャクに3-6, 6-7(4), 6-7(6)のストレートで敗れた。

## ATPツアー決勝進出結果

### シングルス: 0勝1敗
| 大会カテゴリ                    |
| グランドスラム (0–0)            |
| ATPファイナルズ (0–0)           |
| ATPツアー・マスターズ1000 (0–0) |
| ATPツアー500 (0–0)              |
| ATPツアー250 (0–1)              |

| サーフェス別 |
| ハード (0–1) |
| クレー (0–0) |
| グラス (0–0) |

| 結果   | No. | 決勝日        | 大会        | サーフェス | 対戦相手             | スコア                  |
| ------ | --- | ------------- | ----------- | ---------- | -------------------- | ----------------------- |
| 準優勝 | 1.  | 2022年1月15日 | アデレード2 | ハード     | タナシ・コッキナキス | 7–6(8–6), 6–7(5–7), 3–6 |

## シングルス成績
略語の説明
| W | F | SF | QF | #R | RR | Q# | LQ | A | Z# | PO | G | S | B | NMS | P | NH |

W=優勝, F=準優勝, SF=ベスト4, QF=ベスト8, #R=#回戦敗退, RR=ラウンドロビン敗退, Q#=予選#回戦敗退, LQ=予選敗退, A=大会不参加, Z#=デビスカップ/BJKカップ地域ゾーン, PO=デビスカップ/BJKカッププレーオフ, G=オリンピック金メダル, S=オリンピック銀メダル, B=オリンピック銅メダル, NMS=マスターズシリーズから降格, P=開催延期, NH=開催なし.

### シングルス

#### グランドスラム大会
| 大会                 | 2020 | 2021 | 2022 | 通算成績 |
| -------------------- | ---- | ---- | ---- | -------- |
| 全豪オープン         | A    | Q3   | 2R   | 1–1      |
| 全仏オープン         | 1R   | 1R   |      | 0–2      |
| ウィンブルドン選手権 | NH   | 1R   |      | 0–1      |
| 全米オープン         | A    | 2R   |      | 1–1      |

### 大会最高成績
| 大会                  | 成績 | 年               |
| --------------------- | ---- | ---------------- |
| ATPツアーファイナルズ | A    | 出場なし         |
| インディアンウェルズ  | 1R   | 2022, 2023, 2025 |
| マイアミ              | 2R   | 2022             |
| モンテカルロ          | 1R   | 2021             |
| マドリード            | 2R   | 2025             |
| ローマ                | 2R   | 2023             |
| カナダ                | 3R   | 2024             |
| シンシナティ          | A    | 出場なし         |
| 上海                  | 1R   | 2023             |
| パリ                  | 1R   | 2021, 2022       |
| オリンピック          | 1R   | 2021             |
| デビスカップ          | GS   | 2022             |
| ATPカップ             | RR   | 2022             |
| ユナイテッド・カップ  | RR   | 2023             |

## ダブルス成績

### ダブルス

#### グランドスラム大会
| 大会                 | 2018 | 2019 | 2020 | 2021 | 2022 | 通算成績 |
| -------------------- | ---- | ---- | ---- | ---- | ---- | -------- |
| 全豪オープン         | A    | A    | A    | A    | A    | 0–0      |
| 全仏オープン         | 1R   | 1R   | 2R   | A    |      | 1–3      |
| ウィンブルドン選手権 | A    | A    | NH   | A    |      | 0–0      |
| 全米オープン         | A    | A    | A    | 2R   |      | 1–1      |

## ATPチャレンジャーツアー・ITFワールドテニスツアー決勝

### シングルス: 8勝6敗
| 大会グレード別                   |
| -------------------------------- |
| ATPチャレンジャーツアー (3勝1敗) |
| ITFワールドテニスツアー (5勝5敗) |

| サーフェス別    |
| --------------- |
| ハード (5勝5敗) |
| クレー (3勝1敗) |
| グラス (0戦)    |

| 結果   | 勝-敗 | 日時       | 大会                    | サーフェス    | 対戦相手                     | スコア                  |
| ------ | ----- | ---------- | ----------------------- | ------------- | ---------------------------- | ----------------------- |
| 準優勝 | 0–1   | 2016年6月  | F1, バンシュ            | クレー        | ニールス・デサイン           | 2–6, 7–6(7–3), 1–6      |
| 優勝   | 1–1   | 2018年7月  | F2, メクネス            | クレー        | ラミーヌ・ワハブ             | 4–6, 7–5, 6–3           |
| 優勝   | 2–1   | 2018年8月  | F2, ノヴィ・サド        | クレー        | エルギ・クルクン             | 6–2, 6–4                |
| 準優勝 | 2–2   | 2018年10月 | F4, ラゴス              | ハード        | Tom Jomby                    | 3–6, 6–3, 3–6           |
| 優勝   | 3–2   | 2019年2月  | M15, モナスティル       | ハード        | Petr Nouza                   | 6–4, 6–4                |
| 優勝   | 4–2   | 2019年3月  | M15, タバルカ           | クレー        | ポル・トレード・バゲ         | 6–4, 6–2                |
| 準優勝 | 4–3   | 2019年6月  | M25, パルマ・デル・リオ | ハード        | アンドレス・アルトゥニェード | 7–6(7–2), 1–6, 4–6      |
| 準優勝 | 4–4   | 2019年9月  | M25, ミュルーズ         | ハード        | ダン・アデ                   | 6–7(4–7), 6–2, 3–6      |
| 準優勝 | 4–5   | 2019年12月 | M15, モナスティル       | ハード        | カルヴァン・エムリ           | 6–7(4–7), 4.6           |
| 優勝   | 5–5   | 2019年12月 | M15, モナスティル       | ハード        | Thomas Laurent               | 6–3, 4–6, 6–3           |
| 優勝   | 6–5   | 2020年1月  | レンヌ                  | ハード (屋内) | ジェームズ・ワード           | 7–5, 6–4                |
| 準優勝 | 6–6   | 2020年2月  | ドラモンビル            | ハード (屋内) | マクシム・クレシー           | 7–6(7–4), 4–6, 4–6      |
| Win    | 7–6   | 2020年3月  | カルガリー              | ハード (屋内) | マクシム・クレシー           | 3–6, 7–6(7–5), 6–4      |
| 優勝   | 8–6   | 2021年1月  | イスタンブール          | ハード (屋内) | バンジャマン・ボンジ         | 4–6, 7–6(7–1), 7–6(7–3) |

### ダブルス: 4勝3敗
| 大会グレード別                   |
| -------------------------------- |
| ATPチャレンジャーツアー (2勝1敗) |
| ITFフューチャーズツアー (2勝2敗) |

| サーフェス別    |
| --------------- |
| ハード (2勝1敗) |
| クレー (2勝2敗) |
| グラス (0戦)    |

| 結果   | 勝-敗 | 日時       | 大会              | サーフェス    | パートナー                   | 対戦相手                                          | スコア                 |
| ------ | ----- | ---------- | ----------------- | ------------- | ---------------------------- | ------------------------------------------------- | ---------------------- |
| 準優勝 | 0–1   | 2017年6月  | F23, ハンマメット | クレー        | フロリアン・ラカ             | ルーカス・ミードラー マキシミリアン・ノイクリスト | 6–7(2–7), 7–5, [12–14] |
| 優勝   | 1–1   | 2017年7月  | F2, アルロン      | クレー        | フロリアン・ラカ             | ジョフレ・ブランカノ Constant de la Bassetière    | 6–1, 4–6, [10–4]       |
| 準優勝 | 1–2   | 2018年10月 | F4, ラゴス        | ハード        | William Bushamuka            | ダニロ・カレニチェンコ Diego Matos                | 6–2, 5–7, [7–10]       |
| 優勝   | 2–2   | 2019年2月  | M15, モナスティル | ハード        | ジョフレ・ブランカノ         | Petr Nouza Marek Gengel                           | 6–1, 6–4               |
| 準優勝 | 2–3   | 2019年5月  | サバナ            | クレー        | マニュエル・ギナール         | ロベルト・マイティン フェルナンド・ロンボリ       | 7–6(7–5), 4–6, [9–11]  |
| 優勝   | 3–3   | 2020年2月  | ドラモンビル      | ハード (屋内) | マニュエル・ギナール         | ロベルト・シド・スベルビ ゴンサロ・オリヴェイラ   | 7–6(7–4), 7–6(7–3)     |
| 優勝   | 4–3   | 2020年8月  | プラハ            | クレー        | ピエール＝ユーグ・エルベール | ズデニェク・コラーシュ ルカーシュ・ロソル         | 6–3, 6–4               |